# 徐昭嬪
徐昭嬪（?—?），名失考，錦衣衛帶俸正千戶徐瑾之親屬，明朝明世宗朱厚熜之嬪。

## 生平
徐氏的出生及入宮時間均無考，目前僅知道她被冊封為嬪時已經入宮侍奉多年。根據《桂洲先生文集》所收錄的《進封榮嬪余氏昭嬪徐氏寧嬪王氏冊文》，徐氏性情溫柔嫻靜，恭敬溫順，在宮中侍奉多年，勤勉辛勞，因此被冊封為昭嬪。嘉靖十九年（1540年）正月初十日，進封貴妃王氏、貴妃沈氏為皇貴妃，榮嬪趙氏為懿妃，恭嬪江氏為肅妃，雍嬪陳氏為雍妃，徽嬪王氏為徽妃，並且冊封王氏為宸妃、余氏為榮嬪、徐氏為昭嬪、王氏為寧嬪，派遣翊國公郭勛為正使持節，成國公朱希忠、京山侯崔元、駙馬謝詔、左都督方銳、大學士夏言、顧鼎臣、尚書許讚、嚴嵩、張瓚、霍韜、溫仁和、王廷相充副使捧冊寶。同日，授徐昭嬪之親屬徐瑾為錦衣衛帶俸正千戶。徐昭嬪的去世時間及葬地不詳，《太常續考》、《宛署雜記》等記載世宗后妃葬地的史料未有徐昭嬪之名。